# Epalzeorhynchos kalopterus
Epalzeorhynchos kalopterus är en fiskart som först beskrevs av Bleeker, 1851.  Epalzeorhynchos kalopterus ingår i släktet Epalzeorhynchos och familjen karpfiskar. IUCN kategoriserar arten globalt som otillräckligt studerad. Inga underarter finns listade i Catalogue of Life.